# Ludwig Stark (Musiker)
Ludwig Stark (* 19. Juni 1831 in München; † 22. März 1884 in Stuttgart) war ein deutscher Pianist, Komponist und Professor am Konservatorium für Musik in Stuttgart.

## Leben
Stark studierte in München. Während seines Studiums schrieb er Zwischenakts- und Ballettmusik für das Münchner Hoftheater. 1857 war er zusammen mit Sigmund Lebert, Immanuel Faißt und Wilhelm Speidel Mitbegründer der Stuttgarter Musikhochschule, der heutigen Hochschule für Musik und Darstellende Kunst Stuttgart, wo er anschließend 16 Jahre lang als Gesanglehrer und Chorleiter arbeitete. 1868 wurde er zum Professor ernannt, 1873 verlieh ihm die Universität Tübingen die Ehrendoktorwürde.

## Schriften
- zusammen mit Sigmund Lebert: Grosse theoretisch-praktische Klavierschule für den systematischen Unterricht: nach allen Richtungen des Klavierspiels vom ersten Anfang bis zur höchsten Ausbildung; vollständig in vier Theilen. Cotta, Stuttgart 1858 ff.
- zusammen mit Immanuel Faisst: Elementar- und Chorgesang-Schule für höhere Lehranstalten sowie für Gesang- und Musik-Institute. 2 Bände. Cotta, Stuttgart 1880–1882.